# Piège à gaz
Pour les articles ayant des titres homophones, voir Guetteur et Guetteurs.
Pour les articles homonymes, voir Getter.
Vous pouvez aider à l'améliorer ou bien discuter des problèmes sur sa page de discussion.
- Il ne cite pas suffisamment ses sources. Vous pouvez indiquer les passages à sourcer avec {{référence nécessaire}} ou {{Référence souhaitée}}, et inclure les références utiles en les liant aux notes de bas de page. (Marqué depuis avril 2024)
- Certaines informations devraient être mieux reliées aux sources mentionnées dans la bibliographie ou les liens externes. Améliorez sa vérifiabilité en les associant par des références. (Marqué depuis avril 2024)

- Archive Wikiwix
- Bing
- Cairn
- DuckDuckGo
- E. Universalis
- Gallica
- Google
- G. Books
- G. News
- G. Scholar
- Persée
- Qwant
- (zh) Baidu
- (ru) Yandex
- (wd) trouver des œuvres sur Wikidata

Un piège à gaz, ou getter (littéralement « attracteur » en anglais, du verbe to get, obtenir), est un élément composant la plupart des tubes électroniques.

## Fonctionnement
Le piège à gaz évite l'apparition de gaz rémanents dans le tube. Les tubes modernes sont souvent équipés d'un getter de petite taille, généralement de forme circulaire, qui contient un métal qui s'oxyde rapidement ; le baryum est le plus courant. Une fois le vide effectué et l'enveloppe étanchéifiée, le getter est chauffé à haute température (souvent par induction avec des radiofréquences) ce qui provoque l'évaporation du métal contenu par le getter. Le métal absorbe alors les gaz résiduels en créant dans la plupart des cas un dépôt de couleur argentée sur l'enveloppe du tube. Si une fuite se développe sur le tube, le dépôt disparaît par réaction avec l'oxygène, laissant un dépôt blanc. Les tubes spécialisés et les tubes de forte puissance utilisent souvent des getters plus complexes. Ceux-ci sont de type « non-évaporables » mais nécessitent néanmoins d'être « activés », c'est-à-dire chauffés à des températures comprises entre 300 et 900 °C. Ils agissent par chimisorption, pour tous les gaz chimiquement actifs, et par adsorption pour l'hydrogène. Ce type de getter est toujours basé sur des alliages à base de zirconium ou de titane. Le principal fabricant est une société italienne : Saes Getters.

## Schéma

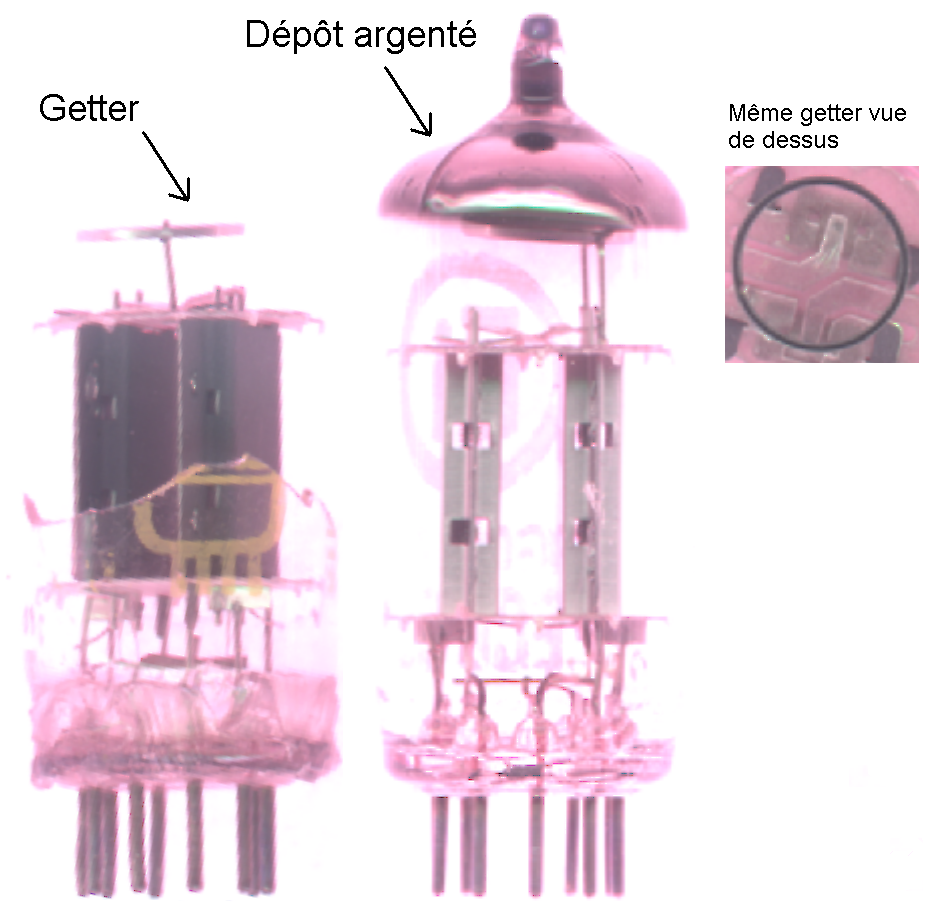
Schéma en